# Горгон/Джанз-Іо – Барроу
Горгон/Джанз-Іо — Барроу — офшорний газопровід у Індійському океані, біля західного узбережжя Австралії.
У 2016-му почав роботу завод зі зрідження природного газу Горгон ЗПГ, споруди якого розташували на східному узбережжі острова Барроу. Подачу до нього ресурсу організували за допомогою трубопровідної системи, яка складається з:
- офшорного газопроводу від родовища Горгон, який має довжину 62 кілометри та виконаний у діаметрі 850 мм;
- офшорного газопроводу від родовища Джанз-Іо, який має довжину 129 кілометрів та складається з двох відтинків — завдовжки 71 кілометр з діаметром 750 мм (починається в районі з глибинами понад 1300 метрів) та довжиною 58 кілометрів з діаметром 850 мм.
У якийсь момент траси цих газопроводів сходяться та прямують у одному коридорі (при цьому перетинають на своєму шляху трасу газопроводу Іст-Спар – Варанус-Айленд). Їх перехід через прибережну зону на заході острова Барроу виконали методом спрямованого горизонтального буріння, після офшорні газопроводи продовжуються наземними ділянками завдовжки по 14 кілометрів.
Паралельно кожному основному газопроводу проклали ще два — діаметром 200 мм для моноетиленгліколю та діаметром 150 мм для сервісних потреб. Крім того, проєкт охоплював спорудження ліній для підключення збірних маніфольдів до вихідної точки газопроводу — довжиною 8 кілометрів та діаметром 600 мм на Джанз-Іо та довжиною 23 кілометри й діаметром 650 мм на Горгон.
Прокладання офшорних газопроводів виконали у 2011—2013 роках трубоукладальні судна «Lorelay» та «Solitaire». Крім того, до робіт залучали траншейне судно «Calamity Jane» (в межах проєкту довелось спорудити траншеї загальною протяжністю 120 кілометрів). Доставку труб здійснювали судна постачання «Leveque» та «Mermaid Inscription».